# Veränderungsblindheit
Veränderungsblindheit (englisch change blindness) bezeichnet ein Phänomen der visuellen Wahrnehmung, bei dem teilweise große Änderungen in einer visuellen Szenerie vom Betrachter nicht wahrgenommen werden.
Blickt der Betrachter beispielsweise auf eine Abbildung und wird die Aufmerksamkeit für kurze Zeit, etwa durch eine vorbeigehende Person, abgelenkt, so erkennt der Betrachter in dieser Zwischenzeit vorgenommene Veränderungen des Bildes nicht, auch wenn diese erheblich sind.
Dieses Phänomen wird u. a. in der Bewusstseinsforschung untersucht bei der Frage, wie sich die Wirklichkeit bzw. Realität in unserem Bewusstsein abbildet.